# Irene Fernandez

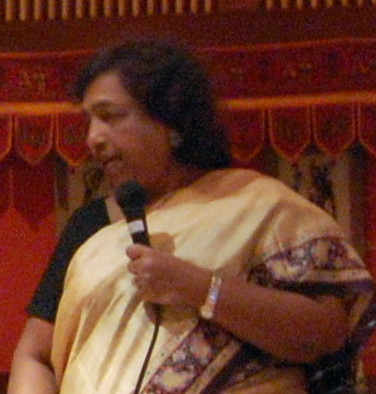
Irene Fernandez 2008

Irene Fernandez, född 18 april 1946 i Malaysia, död 31 mars 2014, var en människorättsaktivist. Hon satt i högsta rådet för opositionspartiet Parti Keadilan Rakyat  och var chef för NGO organisationen Tenaganita, som stödjer illegala gästarbetare och flyktingar i Malaysia.

## Biografi
Irene Fernandez föräldrar kom från Indien och flyttade till Malaysia för att arbeta på gummiplantager.
Fernandez blev lärare på högstadiet, hon gifte sig med Joseph Paul Fernandez och fick en son och två döttrar.

## Arbete för mänskliga rättigheter
År 1970, vid 23 års lämnade hon en trygg statlig tjänst för att arbeta i Young Christian Workers Movement (YCW).
Hon började kämpa för social rättvisa och organiserade textilarbetarnas första fackförening. År 1976 startade hon Consumers Association of Penang (CAP), en konsumentförening för att utbilda konsumenter och kvinnor på landsbygden. Hon startade en kampanj mot Nestlé och faran med mjölkersättning.
År 1986 grundade hon Asia Pacific Forum on Women, Law and Development (APWLD).
År 1991 grundade hon organisationen Tenaganita i Kuala Lumpur. Organisationen ger rättshjälp och skyddar gästarbetare, flyktingar, kvinnor och barn. Under åren 1994-95 intervjuade anställda vid Tenaganita 300 gästarbetare, huvudsakligen kvinnor från Bangladesh, Malacka och Filippinerna. Fram kom ett mönster av misshandel, sexuellt ofredande och brist på läkemedel. Det rapporterades också om dödsfall på grund av undernäring och sjukdomar, som kunde ha behandlats på arbetar- och flyktingläger.

### Arrestering
I augusti 1995 publicerade Tenaganita en rapport och myndigheterna tillsatte en kommission för att undersöka påstådd misshandel. Samtidigt inkallade polismyndigheten Fernandez och en del av Tenaganitas stab för förhör. I mars 1996 arresterades Fernandez och anklagades för ’’uppsåtligt publicerande av falska nyheter’’.
Det blev början på den längsta rättegången i Malaysias historia. I mars 2003 kom domslutet och hon befanns skyldig och dömdes till ett års fängelse. 2005 blev hon fri mot borgen, men hennes pass konfiskerades. Först 2008 blev hon helt fri efter tretton års kamp mot domstolen.

## Priser och utmärkelser
Fernandez har fått en lång rad internationella priser. 
- 1996 – Human Rights Monitor Award från Human Rights Watch.
- 1998 – Amnesty International Award.
- 2000 – Pen (organisation Award.[8]
- 2004 – Jonathan Mann Award.[9]
- 2005 – Right Livelihood Award tillsammans med tre andra mottagare samma år. Juryns motivering löd: ... for her outstanding and courageous work to stop violence against women and abuses of migrant and poor workers.[a][3]